# Aeolopetra phoenicobapta
Aeolopetra phoenicobapta là một loài bướm đêm trong họ Crambidae.